# Timothy Dwight IV.

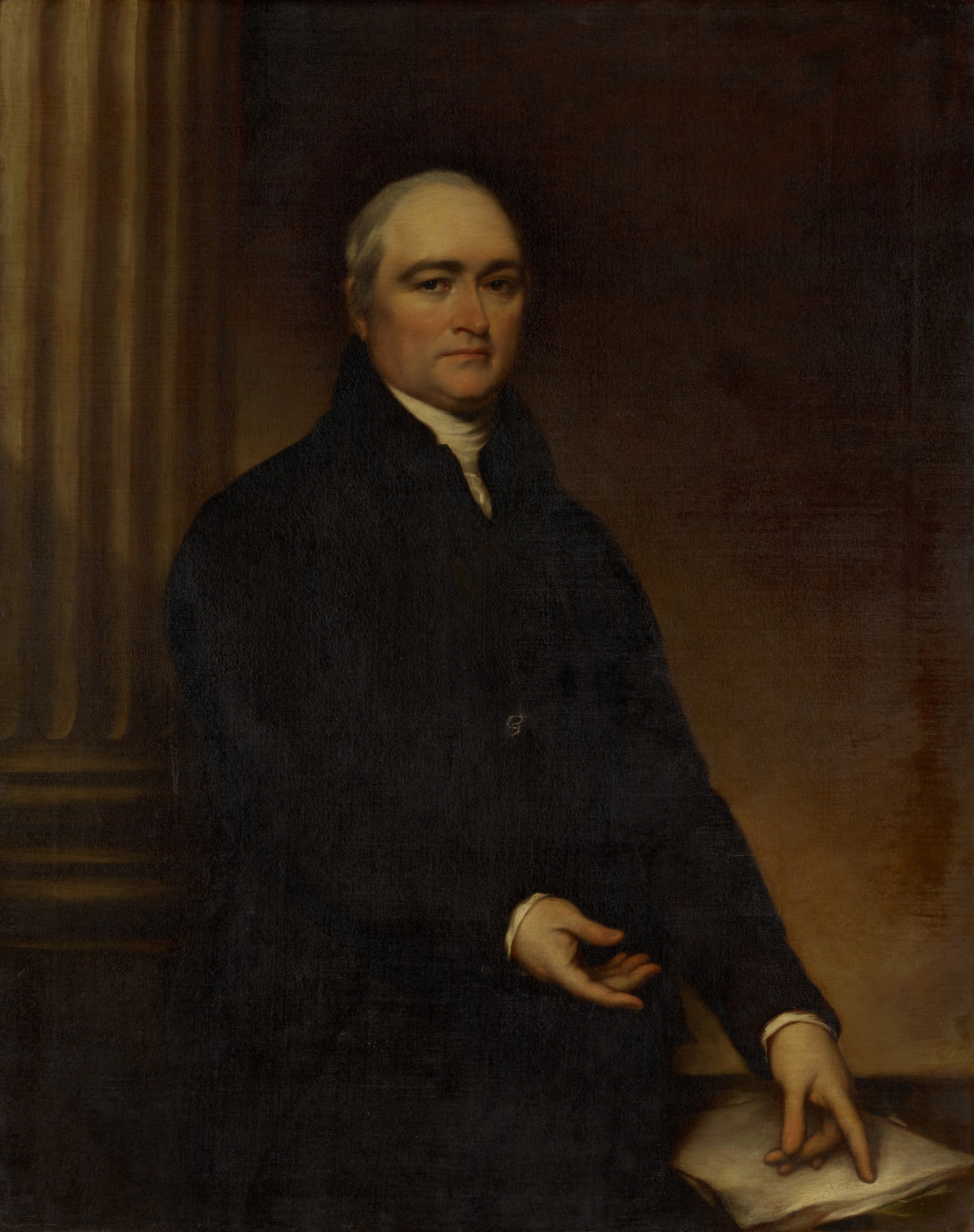
Timothy Dwight IV.
Gemälde von John Trumbull, 1817, Yale University Art Gallery (New Haven).

Timothy Dwight IV. (geboren am 14. Mai 1752 in Northampton, Province of Massachusetts Bay; gestorben am 11. Januar 1817 in New Haven, Connecticut) war ein amerikanischer Geistlicher, Gelehrter, Politiker und Dichter. Von 1795 bis zu seinem Tod war er Präsident des Yale College, der heutigen Yale University.

## Leben
Sein Großvater mütterlicherseits war Jonathan Edwards, der führende Kopf der Erweckungsbewegung des Great Awakening um 1740, und auch Timothy Dwight wurde durch seine Erziehung puritanisch geprägt. 1765–1769 studierte er am Yale College und machte durch seine guten Leistungen früh auf sich aufmerksam. Nach seinem Abschluss nahm er zunächst eine Stellung als Schulvorsteher in New Haven an. 1771 berief ihn seine Alma Mater auf eine Tutorenstelle, und 1772 erhielt er dort seinen Master. In der folgenden Zeit studierte er zunächst Rechtswissenschaften und trug sich mit dem Gedanken, Rechtsanwalt zu werden. 1777 wurde er jedoch zum Pfarrer geweiht – 1775 war der Unabhängigkeitskrieg ausgebrochen, und den revolutionären Truppen mangelte es unter anderem an Kaplanen. Dwight diente 1777/78 in der Kontinentalarmee; während dieser Zeit schrieb er auch einige patriotische Lieder.
1782 war er Mitglied des Staatsparlaments von Massachusetts, eine Entsendung in den Kongress lehnte er jedoch ab. Stattdessen wurde er 1783 Pfarrer der Gemeinde Greenfield Hill bei Fairfield, Connecticut. Dort gründete er auch eine Schule, die bald große Anerkennung erlangte und Schüler aus ganz Neuengland anzog. Insbesondere machte sich Dwight um die Mädchenbildung verdient, indem er den Schülerinnen eine Erziehung angedeihen ließ, die dem Niveau der männlichen Klassen entsprach. In kirchlicher Hinsicht ist sein größtes Verdienst die von ihm vorangetriebene Vereinigung der kongregationalistischen mit der presbyterianischen Kirchen Neuenglands. 1797 wurde er in die American Academy of Arts and Sciences gewählt.
Nach dem Tod des Präsidenten des Yale College, Ezra Stiles (1727–1795), wurde Dwight 1795 zu dessen Nachfolger ernannt. Er sollte dieses Amt bis zu seinem Tod 1817 innehaben und setzte in dieser Funktion zahlreiche Reformen durch, die zur Modernisierung des Lehrbetriebs beitrugen. Bei allem Fortschrittswillen war Dwight dennoch ein ausgesprochen konservativer Mann. So sprach er sich unter anderem gegen Impfungen gegen Windpocken aus, da diese Gottes Willen widersprächen:
„Wenn Gott verfügt hat, dass eine Person an Windpocken sterben solle, so wäre es eine furchtbare Sünde, sich diesem Beschluss durch Impfung zu widersetzen.“
Auch war Dwight der Auffassung, dass ein Mann, der eine Vorliebe für das Theater hege, „den Verlust dieses kostbarsten aller Güter, der unsterblichen Seele“ riskiere.
Sein achter Sohn Henry Edwin Dwight war Pädagoge und Autor in New Haven. Der spätere Yale-Präsident Timothy Dwight V war ein Enkel Timothy Dwights IV.

## Das dichterische Werk
Bereits 1771 hatte er mit einem epischen Gedicht mit dem Titel The Conquest of Canaan („Die Eroberung Kanaans“) begonnen. Dieses Werk war von Anfang an vom amerikanischen Exzeptionalismus geprägt, also von der Vorstellung Amerikas als dem neuen Gelobten Land. Unter dem Eindruck der amerikanischen Revolution wurde es zunehmend zu einem Heldengesang auf die amerikanische Unabhängigkeitsbewegung. Die endgültige Fassung erschien erst 1785 und war George Washington gewidmet. Sie umfasst rund 10.000 Verse und ist durchgehend in heroic couplets, also paarweise gereimten jambischen Fünfhebern, verfasst. Dwight orientierte sich insbesondere an der in England längst aus der Mode gekommenen neoklassizistischen Lyrik Popes, an klassischen Vorbildern wie Homer und Vergil und vor allem an der Bibel. Bereits zeitgenössischen Kritikern erschien The Conquest of Canaan allzu pathetisch, aber dennoch brachte es Dwight ein literarisches Renommee.
Angetan von der ländlichen Idylle in Fairfield verfasste er dort das lange Gedicht Greenfield Hill, das mit bukolischen Anklängen in der Tradition Oliver Goldsmiths steht, letztlich aber zu einem arg melodramatischen und moralisierenden Gemenge verschiedener Sujets und Genres geriet.
Dwight zählte auch zu den führenden Köpfen der Connecticut Wits, eines Intellektuellen- und Dichterzirkels, der das amerikanische Geistesleben seinerzeit mit bestimmte. So war Dwight wohl auch einer der Mitautoren der satirischen Gemeinschaftsarbeit The Anarchiad (1786/87), in dem die politischen Wirren der Nachkriegszeit karikiert wurden.

## Werke
- America, a Poem (1772)
- The Conquest of Canaan (1785)
- The Triumph of Infidelity (1788)
- The Genuineness and Authenticity of the New Testament (1793)
- Greenfield Hill: A Poem in Seven Parts (1794)
- Triumph of Infidelity, a Satire (1797)
- The Nature and Danger, of Infidel Philosophy (1798)
- Discourse on the Character of Washington (1800)
- Observations on Language (1816)
- Essay on Light (1816)
- Theology Explained and Defended in a Course of 173 Sermons (posthum 1818/19;5 Bände)
- Travels in New England and New York (posthum, 1821/22; 4 Bände)

## Sekundärliteratur
- Stephen Berk: Calvinism Versus Democracy: Timothy Dwight and the Origins of American Evangelical Orthodoxy. Archon Books, Hamden CN, 1974.
- Charles Cuningham: Timothy Dwight, 1752–1817: A Biography. Macmillan, New York 1942.
- John R. Fitzmier: New England’s Moral Legislator: Timothy Dwight, 1752–1817. Indiana University Press, Bloomington 1998.
- Kenneth Silverman: Timothy Dwight. Twayne, New York 1969. [Twayne’s United States Authors Series]
- Colin Wells: The Devil and Doctor Dwight: Satire and Theology in the Early American Republic. University of North Carolina Press, Chapel Hill 2002. ISBN 0-8078-2715-0
- Annabelle S. Wenzke: Timothy Dwight. Edwin Mellen Press, Lewiston NY 1989.